# Carndonagh
Carndonagh (in irlandese: Carn Domhnach, trad. "il cairn della chiesa") è un centro abitato situato nella parte settentrionale della penisola di Inishowen, nel Donegal, Repubblica d'Irlanda. A poca distanza dalla città sorge Malin Head, punto più alto di tutta l'Irlanda.